# Júlia Balthazar
Júlia da Silva Balthazar (Rio Grande do Sul, 17 de maio de 1988) é uma patinadora artística sobre rodas brasileira.
Em 2010 participou do Campeonato Brasileiro de Patinação Artística realizado no Velódromo do Rio de Janeiro, reunindo 367 atletas de cinco estados e o Distrito Federal, e se sagrou campeã na modalidade livre, categoria sênior feminino, representando a Sociedade Ginástica Novo Hamburgo.
Integrou a delegação nacional que disputou os Jogos Pan-Americanos de 2011 em Guadalajara, no México.
Em 2012 participou do Campeonato Brasileiro de Patinação Artística realizado na cidade de Cruzeiro, no Distrito Federal, reunindo mais de trezentos patinadores, e se sagrou campeã na modalidade livre, categoria sênior, representando o SG Novo Hamburgo.